# Amblypharyngodon atkinsonii
Amblypharyngodon atkinsonii е вид лъчеперка от семейство Шаранови (Cyprinidae). Видът е незастрашен от изчезване.

## Разпространение
Разпространен е в Мианмар.

## Описание
На дължина достигат до 15 cm.